# Миле Мандић
Миле Мандић (Орашко Брдо, Босански Петровац 1926 – Београд, 24. април 2002) био је генерал-потпуковник ЈНА и учесник Народноослободилачке борбе.

## Биографија
Прије Другог свјетског рата био је земљорадник. Учествовао је у НОР-у од 1942, као командир вода, чете и батаљона. Послије рата је завршио Вишу војну академију ЈНА и Ратну школу ЈНА у Београду. Био је командант дивизиона и противавионског пука, те виши савјетник у Сектору за цивилну одбрану Савезног секретаријата за народну одбрану. Пензионисан је 1986. године. Носилац је више војних одликовања. У чин генерал потпуковника унапређен је 22. децембра 1982.